# Lilla Melodifestivalen 2002
Lilla Melodifestivalen 2002, eller MGP Junior 2002, var den första Melodifestivalen för barn i Sverige. Den hölls den 14 april 2002. Josefin Sundström och Henry Chu var programledare. De tre bäst placerade låtarna fick sedan tävla för Sverige i MGP Nordic.

## Bidragen
1. Fairytale - Tills natt blir dag
2. Linn & Isabelle - Kopp Choklad
3. Joaqim Lewerin - Bättre fly än illa fajtas
4. Shine - Tar du min hand
5. Clara Hagman Ericsson - Hej, vem är du
6. Amir Mehravaran - Buga och bocka
7. Three - Stjärnorna
8. Joel Andersson - När blev du och jag vi?
9. Stina & Jonna - Alla har en dröm
10. Sofie - Superduperkille

### Resultat
1. Sofie - Superduperkillen, 108 poäng
2. Fairytale - Tills natt blir dag, 86 poäng
3. Joel Andersson - När blev du och jag vi?, 68 poäng
4. Clara Hagman Ericsson - Hej, vem är du, 62 poäng
5. Three - Stjärnorna, 40 poäng
6. Amir Mehravaran - Buga och bocka, 34 poäng
7. Stina & Jonna - Alla har en dröm, 30 poäng
8. Joaqim Lewerin - Bättre fly än illa fajtas, 30 poäng
9. Shine - Tar du min hand, 22 poäng
10. Linn & Isabelle - Kopp Choklad, 20 poäng

### Poängdelning
Här är hela resultattavlan. Markerade tävlande gick till MGP Nordic
| Artist          | Juryn | Teleröstning | Totalt |
| --------------- | ----- | ------------ | ------ |
| Sofie           | 48    | 60           | 108    |
| Fairytale       | 56    | 30           | 86     |
| Joel            | 28    | 40           | 68     |
| Clara           | 12    | 50           | 62     |
| Three           | 30    | 10           | 40     |
| Amir            | 24    | 10           | 34     |
| Stina & Jonna   | 20    | 10           | 30     |
| Joaqim          | 10    | 20           | 30     |
| Shine           | 12    | 10           | 22     |
| Linn & Isabelle | 10    | 10           | 20     |